# 서울시립미술관
서울시립미술관(서울市立美術館, 영어: Seoul Museum of Art, 약칭: SeMA)은 서울에 소재한 미술관으로, 서울특별시청의 사업소이다. 관장은 지방학예연구관으로 보하되, 지방임기제공무원으로 보할 수 있다.
서울시립미술관은 서소문동에 본관이 있으며, 관악구 남현동에 남서울미술관을, 중계동에 북서울미술관을 각각 두고 있으며, 금천구 독산동 서울시립서서울미술관을 둘 예정이며 국제레지던시로 운영되는 난지미술창작스튜디오도 존재한다.

## 설치 근거 및 소관 사무

### 설치 근거
- 「서울특별시 행정기구 설치조례」 제80조제1항[2]

### 소관 사무
- 서울특별시립미술관의 운영 및 관리에 관한 사항
- 전시계획 및 중장기 미술진흥계획의 수립
- 서울특별시립미술관 자료의 수집·보존·전시 및 조사·연구
- 국내·외 미술관 교류, 미술관련 각종 행사에 관한 사항

## 연혁
- 1988년 6월 6일: 서울특별시립미술관 개관
- 2004년 9월 2일: 남서울분관 개관
- 2008년 12월 24일: 책임운영기관으로 지정[3]
- 2011년 9월 25일: 남서울분관을 남서울미술관으로 개편
- 2013년 9월 24일: 북서울미술관 개관.

### 서소문 본관의 역사
본관 건물이 세워진 위치는 본래 조선 말 개화기 때에 평리원(平理院: 한성재판소)이 있던 곳이었으며 평리원이 공평동 부근의 신축 건물로 이전한 뒤에는 조선총독부 조사국 분실로 사용되었다. 그 후 1926년, 조선총독부는 평리원 부지에 경성재판소 건립 계획을 세웠으며 대지 4,680평을 확보하여 1928년 11월 9일 본 건물을 준공하였다. 고등법원, 복심법원, 지방법원의 3개의 법원이 들어섰으며 해방 후에는 대한민국 대법원 건물로 사용하였고 1995년 대법원이 서초구 서초동으로 이전한 뒤 전면부를 제외한 대부분을 철거한 뒤 재건축하여 2002년 5월 본관으로 개관하였다.
이 건물은 지하 1층, 지상 3층으로 근세 고딕 건축 양식으로 지었으나 일반적인 고딕 양식과는 달리 뾰족한 아치가 아닌 둥근 아치로 만들었다. 철근콘크리트 구조 및 벽돌조 구조인 본 건물의 외벽에는 화강석과 갈색 타일을 붙였으며, 이러한 외장은 후에 지어진 관공서의 전형이 되어 널리 보급되었다. 아치형 현관이 특징적인 전면부를 보존하여 '구 대법원 청사'의 상징성을 잘 표현하고 있어 건축적, 역사적 가치가 있어 2006년 3월 2일에 대한민국의 등록문화재로 지정되었다.

## 기관
서울시립미술관은 보다 다양한 문화 소통을 위하여 지역별 공간에 특색을 입혔다. 서소문본관은 글로벌네트워크 중심지로 북서울미술관은 커뮤니티 친화적인 공공미술 컴플렉스로 남서울미술관은 디자인과 공예전문의 생활미술관으로 난지창작스튜디오는 국내외 작가들의 창작을 지원하는 레지던시 프로그램으로 경희궁미술관은 대관전용공간으로 특성화한다.

### 서소문 본관
아시아의 중심도시, 대한민국의 수도 서울의 대표 미술관으로서 ‘아름다운 미술관’, ‘착한 미술관’, ‘똑똑한 미술관’을 지향하며 세계적인 미술관으로 도약한다. 한국의 청년작가를 위한 SeMA Blue정(展), 중진작가를 위한 SeMA Gold정(展), 원로작가를 위한 SeMA Green정(展)을 비롯하여, 해외 유명미술관과 함께 해외특별전, 국제교류전을 개최하여 세계적인 미술관으로 나아가고 있다. 또한 국제미디어아트비엔날레인 <미디어시티서울>, 난지미술창작스튜디오의 레지던시 프로그램을 통해 국제화를 도모한다. 동시에 김환기, 유영국, 백남준, 이우환, 박서보, 윤명로 등 미술사적 대가들과 현역작가들의 대표작 등, 약 3500여 점의 소장품을 바탕으로 하는 미술소통 프로젝트를 통해 서울 전역을 미술관화하여 관객참여와 소통을 이루는 것이 목적이다. 또한 학생, 장애인을 포함하는 시민대상의 시민미술아카데미, 외부 출장 프로그램인 찾아가는 미술감상교실, 주5일제 수업 전면실시에 따른 공교육을 보완하기 위한 미술관데이트 등 보다 다양하고 많은 시민들에게 다가가는 사회교육의 현장이자 문화예술 보급의 발신처가 되고 있다.
덕수궁 돌담길에 위치한 서울시립미술관은 서울을 넘어 아시아를 대표하는 미술관으로 도심 속의 낭만과 여유 속에 예술적 즐거움을 만끽할 수 있는 세계성과 지역성, 전문성과 대중성을 아우르는 열린 문화예술공간, 의미있는 사회 교육의 장이다.
행정조직으로는 경영지원부와 학예연구부를 두는데, 각각 지방서기관과 지방학예연구관으로 보한다. 다만, 지방임기제공무원으로도 보할 수 있다.

### 북서울미술관

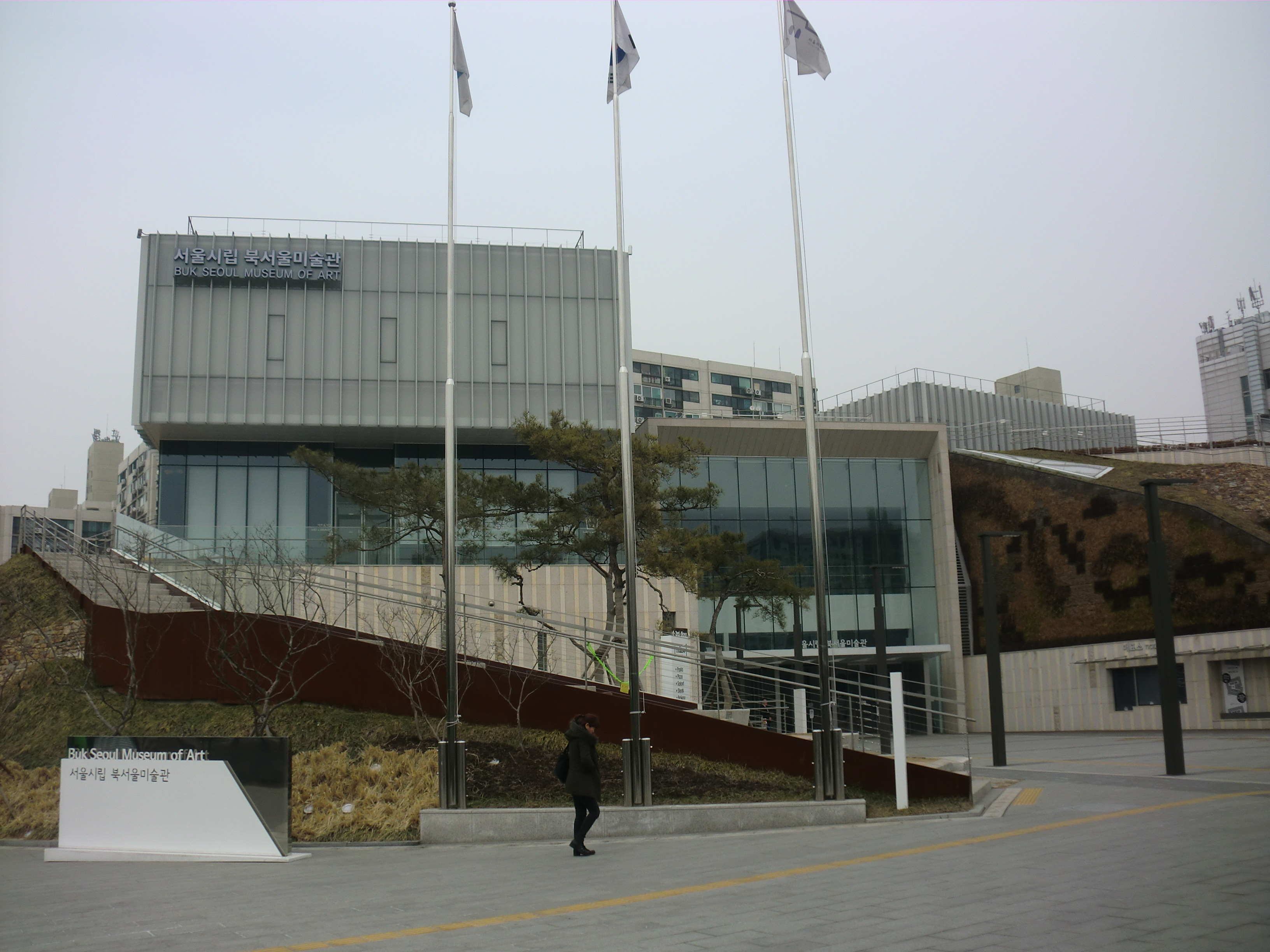
북서울미술관

2013년 9월 24일에 개관하여 관객과 호흡하는 공공미술 콤플렉스로서의 미술관을 지향한다. 상대적으로 문화시설이 부족한 서울동북부 지역에 건립된 서울시립 북서울미술관은 관람객에게 의미있는 미술관 경험의 기회를 제공하는 문화의 샘 역할을 하는 것이 목적이다.

### 남서울미술관

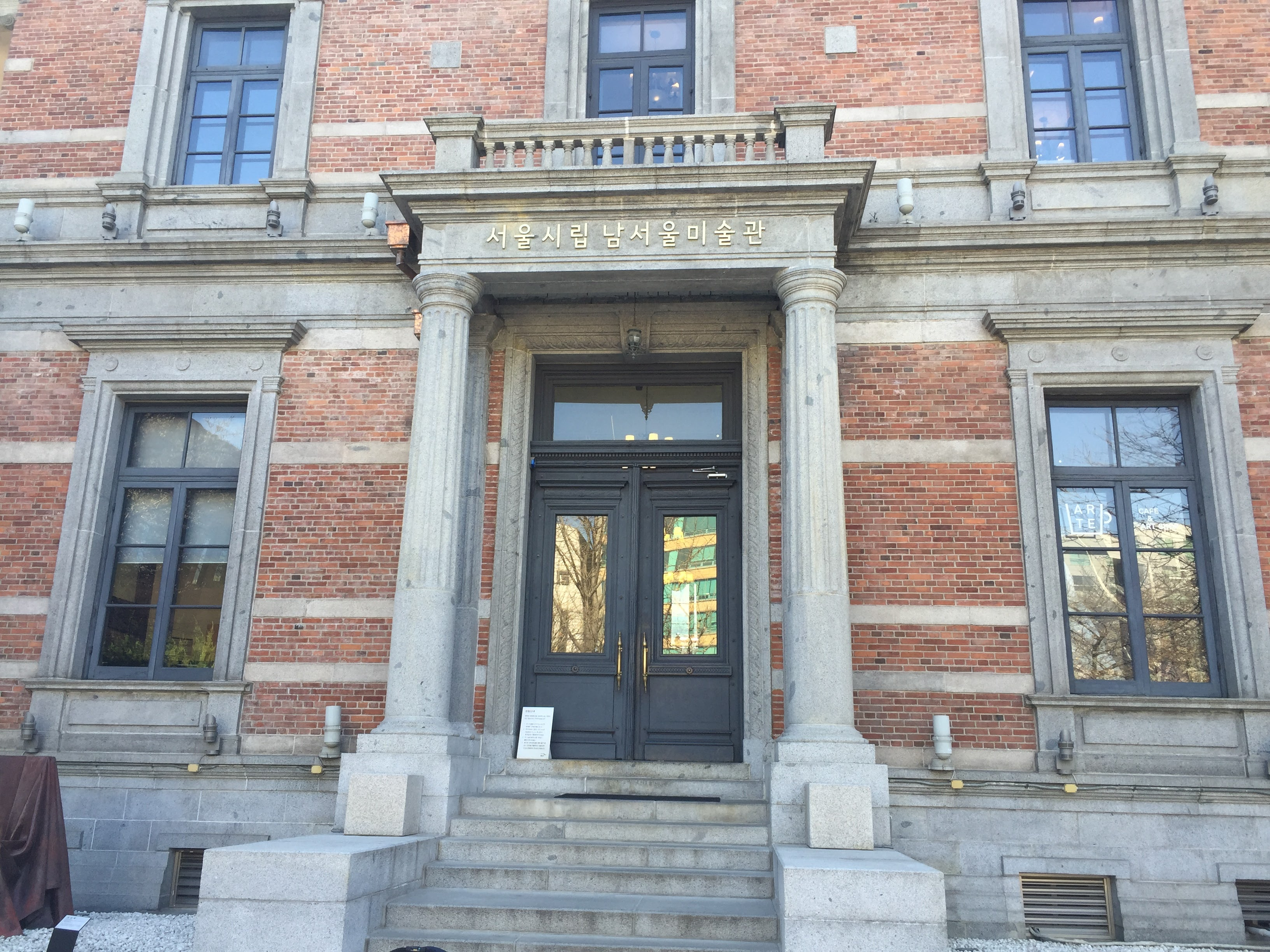
남서울미술관

남서울분관은 구 벨기에 영사관을 리모델링하여 2004년 9월 2일 개관하였다. 구 벨기에 영사관은 원래 우리은행이 소유하고 있었으나, 기업의 문화예술지원사업의 일환으로 서울시에 무상임대하였다. 디자인과 공예전문의 생활미술관으로 다양하고 수준높은 기획 전시와 어린이 교육프로그램을 통해 도심속에 예술의 향기를 느낄수 있는 친근한 지역문화 공간이다.
구 벨기에 영사관(사적 제254호)은 대한제국 주재 벨기에 영사관 건물로서, 한옥 밀집 지역인 회현동에 그 부지를 마련하고 지하1층, 지상2층의 규모로 1905년 준공되었으나 이후, 도심 재개발 사업으로 인하여 1983년에 지금의 남현동으로 이전·문화재관리국 (현 문화재청) 전문 위원들의 도움으로 복원되었다. 이후 1970년 상업은행(현 우리은행)이 불하받아 그 소유로 있던 중, 2004년 5월 우리은행이 기업의 문화예술지원 사업의 일환으로 서울특별시에 무상임대하여 서울시는 이와 같은 취지를 살려 공공미술관으로 새롭게 꾸며 시민을 위한 문화공간으로 조성, 2004년 9월 서울시립미술관 남서울생활미술관으로 사용하게 되었다.

### 난지미술창작스튜디오
서울시민의 생태환경 공간으로 다시 태어난 난지도의 유휴시설(침출수처리장)이 신진 작가들을 위한 작업 스튜디오 공간으로 리모델링되어 작가들의 끊임없는 탐구정신과 창작 의욕을 북돋아줄 창작공간으로 탄생되었다. 젊고 유망한 신진작가들에게 일정기간 작업공간을 제공하고 창작활동을 지원하며, 다양한 학술활동과 더불어 시민이 참여하는 지역연계 프로그램 등도 진행되는 레지던스 운영기관이다. 난지도 내 노을공원과 하늘공원 사이에 위치한 이 곳은 25실의 개인 창작스튜디오와 원형 갤러리 등을 갖추고 있다.

### 서울시립서서울미술관
서울시립서서울미술관 문서 참고

### 서울시립사진미술관
서울시립사진미술관 문서 참고

### 기타
그 외에도 질병관리본부의 옛 시약창고를 리모델링한 SeMA 창고, 백남준이 어린 시절을 보낸 창신동 집터에 조성된 기념관인 백남준기념관, 여의도 지하벙커(여의도환승센터 근처)를 활용한 SeMA 벙커가 있다.
2017년 10월에는 개방형 학습공간으로 한울중학교의 두 개의 교실을 개조한 미술창작아뜰리에가 개관할 예정이다. 또한 2021년까지 서울시 5대 생활권역에 걸쳐 공공 문화거점 공간을 조성할 계획을 세우고 있다.

## 역대 관장
현재 제7대 관장 최은주는 2023년 3월 30일부로 임명됐다.
- 제6대 관장 백지숙, 2019년 3월 30일 임명
- 제5대 관장 최효준, 2017년 2월 9일 임명
- 제4대 관장 김홍희, 2012년 1월 12일 임명
- 제3대 관장 유희영, 2007년 1월 12일 임명
- 제2대 관장 하종현, 2003년 1월 1일 임명
- 제1대 관장 유준상, 1999년 6월 1일 임명

## 작가 지원

### 신진작가지원프로그램
유망한 신진작가를 발굴·지원해 창작활동을 활성화하고자 2008년부터 시행하고 있는 작가지원프로그램이다, 젊고 역량있는 신진작가들에게 전시장 임대료, 도록제작, 전시홍보, 큐레이터와의 컨설팅, 워크숍개최등 전시전반에 관한 사항을 지원하고 있다. 기반이 미약한 신진작가들에게 지속적인 관심과 다양한 지원을 통해 안정된 창작환경을 제공하고 미술 창작 의욕을 활성화시키며, 시민들에게는 수준 높은 미술감상의 기회를 확대하는 것이 목적이다.

### 난지미술창작스튜디오
유망한 신진작가들에게 개인창작스튜디오를 제공하여 보다 안정된 작업 환경 속에서 창작활동에 전념할 수 있도록 지원하고, 전시, 세미나, 오픈스튜디오, 다양한 학술활동 개최 등 각종 레지던스 프로그램을 운영하여 국제적으로 경쟁력 있는 예술인을 육성하고 한국미술문화발전에 기여함을 목표로 하고 있다. 또한 입주작가와 지역시민 및 일반인과 연계한 다양한 미술교육프로그램과 현장체험학습을 통해 미술창작의 생생한 현장에서 보다 쉽게 현대미술을 접하고 예술과 일상이 소통할 수 있는 복합문화공간으로서의 역할을 하고 있다.

## 소장품
서울시립미술관은 현재 페인팅, 조각, 설치, 미디어 등 3500여점에 달하는 소장품을 보유하고 있다. 그 가운데 김환기, 유영국, 백남준, 이우환, 박서보, 윤명로 등 미술사적 대가들과 함께 현재 활발한 국제 활동을 보이는 현역작가들의 대표작들이 미술관의 정체성을 만들어 가고 있다. 체계적인 진단과 분석을 통해 수집정책을 세우고 이에 기반 하여 매년 작품을 구입하고 있으며, 이와 병행하여 작가, 유가족, 소장가로부터 소중한 작품들을 기증받고 있다. 천경자, 박노수 화백의 기증작을 비롯, 가나아트가 기증한 200여점의 민중미술작품들이 콜렉션의 다양성을 확보해 줄 뿐 아니라 각종 기획전의 충실한 자료로 제공되고 있다.

## 사진

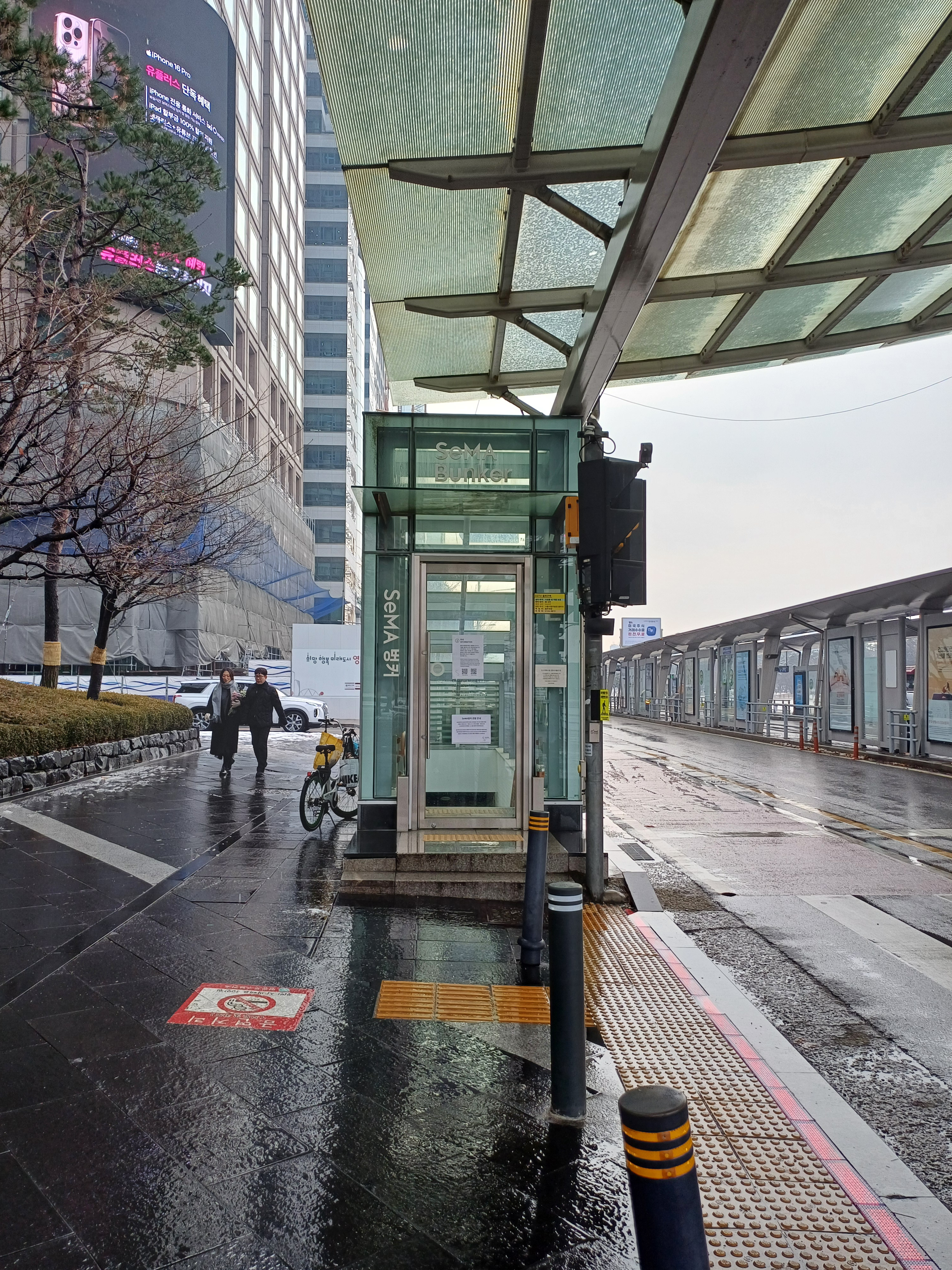
여의도지하벙커

## 같이 보기
- '98 도시와 영상
- 서울특별시의 박물관과 미술관 목록